# Re:Born
A Re:Born Gackt japán énekes nyolcadik stúdióalbuma, mely 2009. december 2-án jelent meg a Dears kiadónál és a 2001-ben megkezdett második világháborús koncepciót folytatta. Kilencedik helyezett volt az Oricon slágerlistáján. A Billboard Japan Top Albums listáján 17. volt, a Top Independent lemezek listáján pedig harmadik.

## Kislemezek
A Jesus című kislemez 2008. december 3-án jelent meg. Hetedik helyezett volt az Oriconon és tíz hetet töltött a listán. 2009. január 28-án megjelenta következő kislemez, a Ghost, mely hatodik helyig jutott a slágerlistán.
Gackt szólókarrierjének tizedik évfordulója alkalmából egymás után négy kislemezt jelentetett meg, sorban: Koakuma Heaven, Faraway, Lost Angels és Flower címmel, június 10. és július 1. között. Mind a négy felkerült az Oricon top 10-es listájára.

## Számlista
Az összes dal szerzője Gackt C. 
| 1.  | Jesus -ЯRII-                                                                                              | 4:08 |
| 2.  | Suddenly                                                                                                  | 5:10 |
| 3.  | No Reason -ЯRII-                                                                                          | 4:30 |
| 4.  | In Flames                                                                                                 | 6:38 |
| 5.  | Sayonara -ЯRII-                                                                                           | 6:15 |
| 6.  | Ghost | 4:05 |
| 7.  | Blue Lagoon: Sinkai, Blue Lagoon ～深海～ (Blue Lagoon: Shinkai) (Blue Lagoon: Ocean Depths)              | 4:39 |
| 8.  | Oblivious: Kao no nai tensi, Sablon:Nihongo2 (Oblivious: Faceless Angel)                                  | 5:14 |
| 9.  | My Father's Day                                                                                           | 4:08 |
| 10. | Koakuma Heaven 小悪魔ヘヴン () (Devil Heaven)                                                             | 3:48 |
| 11. | Faraway (Hosi ni negai o), Faraway ～星に願いを～ (Faraway: Hoshi Ni Negai O) (Faraway: Wish Upon a Star) | 5:14 |
| 12. | Flower -ЯRII-                                                                                             | 6:32 |
| 13. | Lost Angels                                                                                               | 6:33 |

| 1. | Re:born "Zero's Mail" - Scene (1-25) |  |